# Тустань (зупинний пункт)
Ту́стань — пасажирський залізничний зупинний пункт Івано-Франківської дирекції Львівської залізниці.
Розташований біля села Тустань, Галицький район, Івано-Франківської області на лінії Ходорів — Хриплин між станціями Дубівці (3 км) та Галич (4 км).
Станом на лютий 2019 року щодня чотири пари дизель-потягів прямують за напрямком Ходорів — Івано-Франківськ.